# Catedral de San José (Trivandrum)
La Catedral de San José o bien la Catedral Metropolitana de San José, también conocida como Palayam Palli es la catedral católica de rito latino de la arquidiócesis de Trivandrum en la India. La primera iglesia fue construida aquí en 1873. La iglesia fue edificada en la forma de una cruz en 1912. La etapa final de extensión, incluyendo la fachada de estilo gótico y el campanario fueron terminados en 1927. Las tres campanas fueron traídos de Bélgica y se llamaron José, Javier y Luis en honor de San José, Patrono de la Iglesia, San Francisco Javier , el apóstol de la India y el obispo Aloysius María Benziger el pionero Misionero - Obispo de Quilon respectivamente. Tras la bifurcación de la Diócesis de Quilon , se formó la nueva diócesis de Trivandrum el 1 de julio de 1937, y la iglesia de San José se convirtió en la catedral de la diócesis recién formada. Cuando la diócesis fue elevada a un arquidiócesis metropolitana en 2004 , la catedral se convirtió en una catedral metropolitana.